# John Celestand
John Celestand (ur. 6 marca 1977 w Houston) – amerykański koszykarz.
W 1999 roku został wybrany z nr 30 w II rundzie draftu NBA przez Los Angeles Lakers. Rok później w barwach Jeziorowców sięgnął po tytuł mistrzów NBA.

## Sukcesy
Klubowe
- Los Angeles Lakers
  -  mistrz NBA w 2000 roku
- BC Kijów
  -  wicemistrz Ukrainy w 2004
- ALBA Berlin
  -  mistrz Niemiec w 2003
  - Puchar Niemiec w 2003
- ASVEL Lyon-Villeurbanne
  -  mistrz Francji w 2002